# Segundo Ejército (Estados Unidos)
El Segundo Ejército de Estados Unidos (en inglés Second United States Army) es una formación del Ejército de Estados Unidos creada el 15 de octubre de 1918 durante la Primera Guerra Mundial. Funcionó como cuartel general de entrenamiento y administrativo hasta ser inactivado el 15 de abril de 1919.
El Segundo Ejército de Estados Unidos fue activado de nuevo como ejército de entrenamiento durante gran parte de su existencia hasta que se desactivó en 1966.
Actualmente tiene su base en Fort Belvoir, Virginia como U.S. Army Cyber Command/Second Army.

## Historia

### Primera Guerra Mundial
La tarea del Segundo Ejército durante la Primera Guerra Mundial era mantener la línea a una corta distancia al este del río Mosela en Francia tras el final de la ofensiva de Saint-Mihiel a lo largo del frente occidental. El ejército fue empleado también con unidades de refuerzo en soldados activos en combate del Primer Ejército de Estados Unidos.
El 10 de noviembre, el Segundo Ejército avanzó sobre posiciones alemanas, ya en desorden y retirándose. No llegó noticia hasta las unidades que avanzaban hasta después de las 11:00 del 11 de noviembre, haciendo de ella una de las últimas unidades en combatir hasta el verdadero final de la guerra. El 15 de abril de 1919, se desactivó el Segundo Ejército.

#### Unidades subordinadas

##### A lo largo de la línea
- 33.ª División de Infantería  (Guardia Nacional de Illinois)
- 28.ª División de Infantería (Guardia Nacional de Pensilvania)
- 7.ª División de Infantería (Ejército regular)
- 92.ª División de Infantería (Tropas de color de EE. UU.)

##### En la reserva
- 4.ª División de Infantería (Ejército regular)
- 35.ª División de Infantería (Guardia Nacional de Misuri y Kansas)
- una brigada, 88.ª División de Infantería (Guardia Nacional de Minnesota y Dakota del Norte)

### Segunda Guerra Mundial
El Segundo Ejército de Estados Unidos fue reactivado el 1 de octubre de 1933 bajo un plan desarrollado por el entonces -Jefe de Estado Mayor del Ejército Douglas MacArthur para consolidar fuerzas en los Estados Unidos continentales bajo cuatro comandos del ejército regionales. Se acuarteló en Memphis, Tennessee en 1940, con la activación del Cuertel General del Ejército (sucedida por las Fuerzas de Tierra del Ejército en 1942), los cuatro ejércitos de campo recibieron la responsabilidad de entrenar fuerzas en sus áreas respectivas y dirigir maniobras para evaluar el entrenamiento y la preparación. En septiembre de 1941, El Segundo Ejército de Estados Unidos participó en maniobras a gran escala enfrentándose al Tercer Ejército de Estados Unidos en lo que se conoció como las Maniobras de Luisiana. Más de 350.000 hombres formaron parte de ellas. También en 1941, cuadro mandos de defensa regional fueron establecidas colindantes con las zonas del ejército, y el comandante, Segundo Ejército de Estados Unidos también se convirtió en comandante general, comandante de Defensa Central.
Cuando el Primer y el Cuarto Ejército recibieron la principal responsabilidad para la defensa de las costas oriental y occidental de los Estados Unidos, y posteriormente con la reubicación del Primer Ejército en Inglaterra para liderar a las fuerzas estadounidenses en la invasión de Francia, el Segundo y Tercer Ejército asumieron creciente responsabilidad sobre el entrenamiento y la organización del ejército rápidamente en expansión y preparando las tropas que se desplegarían en el extranjero. Cuando los cuarteles del Tercer Ejército se reubicaron en Francia en el año 1944 para servir como mando de combate, el Segundo Ejército asumió también sus responsabilidades en los Estados Unidos.
El Segundo Ejército de Estados Unidos fue liderado desde 1940 hasta 1943 por el teniente general Ben Lear. Le sucedió el teniente general Lloyd Fredendall después de que a Fredendall le quitaran el mando en el Norte de África. El general Fredendall conservó el mando hasta el final de la guerra.

### Tras la Segunda Guerra Mundial
En noviembre de 1964, como un esfuerzo para reorganizar las operaciones militares, el Departamento del Ejército anunció el cierre de Fort Jay en Governors Island, Nueva York, y la reubicación del 1.er Ejército de los EE. UU. a Fort Meade, Maryland. El Primer y Segundo Ejército se fusionarían y el Segundo Ejército quedó por consiguiente desactivado. Se había propuesto que el Primer Ejército se desactivara, pero su comandante el teniente general Robert W. Porter, Jr. protestó intensamente la propuesta y esta fue desestimada. Al final, el personal de los cuarteles del Segundo Ejército fueron retenidos y se convirtieron en el nuevo personal para el Primer Ejército de los Estados Unidos. El 1 de enero de 1966 en Fort Meade, el Segundo Ejército fue inactivado. El comandante, teniente general William F. Train asumió más tarde el mando del Primer Ejército de los Estados Unidos.
El Segundo Ejército fue reactivado el 1 de octubre de 1983 bajo Mando de Fuerzas del Ejército de EE. UU. como un mando regional para controlar las fuerzas de la Reserva del Ejército en el sudeste de los Estados Unidos, incluyendo Puerto Rico y las Islas Vírgenes de EE. UU. Tiene sus cuarteles en Fort Gillem, Georgia. Fue de nuevo inactivada el 3 de julio de 1995 con el Primer Ejército de nuevo asumiendo sus funciones. El Primer Ejército fue entonces reubicado en Fort Gillem.

### Presente
El 1 de octubre de 2010, el Segundo Ejército fue de nuevo reactivado como un Comando cibernético militar Army Cyber Command (ARCYBER)/Second Army. El nuevo mando está basado en Fort Belvoir, Virginia y una parte del más amplio, U.S. Cyber Command (CYBERCOM). El teniente general Rhett Hernández se convirtió en primer comandante del recientemente activado Ejército.

## Comandantes anteriores
| Fecha que empezó      | Fecha de cese       | Comandante general      |
| --------------------- | ------------------- | ----------------------- |
| 15 de octubre de 1918 | 15 de abril de 1919 | Robert Lee Bullard      |
| 20 de octubre de 1939 | 25 de abril de 1943 | Ben Lear                |
| 25 de abril de 1943   | 7 de mayo de 1945   | Lloyd Fredendall        |
| octubre de 1945       | noviembre de 1946   | William Simpson         |
| enero de 1948         | julio de 1950       | Leonard T. Gerow        |
| 10 de agosto de 1950  | 11 de abril de 1951 | James Alward Van Fleet  |
| 11 de abril de 1951   | abril de 1953       | Edward H. Brooks        |
| 1953                  | 1956                | Floyd L. Parks          |
| 1957                  | 1960                | George Windle Read, Jr. |
| 1960                  | 1962                | Ridgely Gaither         |
| 2010                  | Presente            | Rhett A. Hernández      |